# Katsumi Watanabe
Katsumi Watanabe (japonès: 渡部勝美)  (Hokkaidō, 16 de maig de 1962) és un jugador de beisbol japonès, ja retirat, que va competir durant les dècades de 1980 i 1990. Jugava de llançador, batedor esquerrà i dretà. El 2018 fou nomenat entrenador de l'equip Hokkaido Gas.
El 1992 va prendre part en els Jocs Olímpics d'Estiu de Barcelona, on guanyà la medalla de bronze en la competició de beisbol.